# Yoonki Baek
Yoonki Baek (* 1976 in Seoul) ist ein südkoreanischer Opern- und Konzertsänger in der Stimmlage Tenor.

## Ausbildung
Bis 2002 studierte Yoonki Baek an der Hanyang University in Seoul Gesang mit den Schwerpunkten Oper und Lied. Es folgten Meisterkurse in Tokio bei Joan Dornemann und in Bologna bei Francesco Ellero d’Artegna. Von 2004 bis 2006 absolvierte Baek bei der Sopranistin Hanna Schwarz sein Aufbaustudium Gesang an der Musikhochschule Hamburg. Während seines Studiums wurde er als Preisträger internationaler und nationaler Gesangswettbewerbe vielfach ausgezeichnet.

## Engagements
Das erste Engagement in Deutschland trat der Künstler am Theater Görlitz in der Spielzeit 2005/2006 an. Im Laufe seiner Karriere engagierten ihn die  Theater Altenburg und Gera, das Meininger Theater, das Landestheater Neustrelitz, das Schlosstheater Celle, das Landestheater Detmold, das Theater Lübeck und die National Opera Korea in Seoul. Während der Jahre 2006 bis 2009 war er festes Ensemblemitglied am Theater Osnabrück, ab der Spielzeit 2009/2010 wechselte er in das Ensemble des Opernhaus Kiel, dem er bereits seit 2005 durch Gastspiele verbunden war.
Zusammenarbeiten bestanden u. a. mit den Regisseuren Daniel Karasek, Arila Siegert, Thomas Wünsch, Sandra Leupold, Georg Köhl und Siegfried Bühr; er sang unter der musikalischen Leitung von Romely Pfund, Eric Solén und Johannes Willig und Ryusuke Numajiri.

## Repertoire
Yoonki Baeks umfangreiches Repertoire erstreckt sich sowohl auf das lyrische als auch das jugendlich-heldische Fach. Bereits zu Beginn und im Verlauf seiner bisherigen Karriere wurde er stets mit Hauptrollen betraut. So sang er die Titelpartien in Don Carlo, Gounods Faust – an der Seite von Samuel Ramey als Méphistophélès – sowie Hoffmann (Hoffmanns Erzählungen) und interpretierte die großen Rollen des Tenor-Fachs wie den Herzog von Mantua (Rigoletto), Tamino (Zauberflöte), Don Ottavio (Don Giovanni), Ferrando (Così fan tutte), Belmonte (Die Entführung aus dem Serail), Cassio (Otello), den italienischen Sänger im Rosenkavalier, Narraboth (Salome), Idamante (Idomeneo), Rodolfo (La Bohème), Oronte (I Lombardi alla prima crociata), Alfredo Germont (La traviata), Des Grieux (Manon), Walther von der Vogelweide (Tannhäuser), Cavaradossi (Tosca), Stewa Buryja (Jenůfa) und Pinkerton (Madama Butterfly).
In der CD-Aufnahme der Produktion von Gounods La nonne sanglante des Theaters Osnabrück ist Baek als Rodolphe zu hören.

## Auszeichnungen
- 2003: 2. Preis beim Korean-Broadcasting-System Wettbewerb, Seoul
- 2005: 1. Preis beim Mozart-Wettbewerb, Hamburg
- 2005: 3. Preis beim Internationalen Gesangswettbewerb, Passau
- 2006: 1. Preis beim Wettbewerb der Elise-Meyer-Stiftung, Hamburg